# Neufchelles
Neufchelles es una comuna francesa situada en el departamento de Oise, en la región de Alta Francia.

## Demografía
| 169 | 170 | 177 | 169 | 325 | 374 | 383 |
| Para los censos de 1962 a 1999 la población legal corresponde a la población sin duplicidades (Fuente: INSEE [Consultar]) |     |     |     |     |     |     |